# La Maja nue (film)
Pour les articles homonymes, voir La Maja nue (homonymie).
Pour plus de détails, voir Fiche technique et Distribution.
La Maja nue (The Naked Maja en anglais, La maja desnuda en italien) est un film franco-italo-américain co-réalisé par Henry Koster et Mario Russo, sorti en 1958.

## Synopsis
En Espagne, à la fin du XVIIIe siècle, le peintre Francisco de Goya fait la connaissance de la duchesse d'Albe. Elle devient son mécène, son modèle et sa maîtresse...

## Fiche technique
- Titre original : The Naked Maja
- Titre italien : La maja desnuda
- Titre français : La Maja nue[1]
- Réalisation : Henry Koster, Mario Russo[1], assisté de Paolo Cavara
- Scénario : Norman Corwin, Albert Lewin et Giorgio Prosperi d'après une histoire de Talbot Jennings et Oscar Saul
- Décors : Piero Filippone
- Costumes : Maria Baroni et Dario Cecchi
- Photographie : Giuseppe Rotunno
- Son : Mario Messina
- Montage : Mario Serandrei
- Musique : Angelo Francesco Lavagnino
- Chorégraphie : Alberto Lorca
- Producteurs : Silvio Clementelli, Goffredo Lombardo
- Sociétés de production : SGC (Société générale de cinématographie, France), Titanus (Italie), United Artists (États-Unis)
- Sociétés de distribution : United Artists (distributeur d'origine), MGM (France), Paramount Pictures (France)
- Pays d'origine :  États-Unis,  France,  Italie
- Langue de tournage : anglais
- Format : 35 mm — couleur par Technicolor — 2.35:1 Technirama — son monophonique
- Genre : Biopic, historique et drame
- Durée : 111 minutes
- Dates de sortie : 
  - Italie : 20 décembre 1958
  - États-Unis : 10 juin 1959
  - France : 28 juin 1961[1]
- Classification :
  - France : classification CNC tous publics (visa d'exploitation no 21884 délivré le 12 mai 1959)

## Distribution
- Ava Gardner (V.F : Nadine Alari)  : Maria Cayetana, duchesse d'Albe
- Anthony Franciosa (V.F : Michel Le Royer)  : Francisco de Goya
- Amedeo Nazzari (V.F : Georges Aminel)  : le premier ministre Manuel Godoy
- Gino Cervi  (V.F : Paul-Émile Deiber) : le roi Charles IV d'Espagne
- Lea Padovani (V.F : Jacqueline Porel)  : la reine Marie-Louise
- Massimo Serato  (V.F : Gabriel Cattand) : le comte Rodrigo Sanchez
- Carlo Rizzo  (V.F : Michel Gudin) : Juanito
- Audrey McDonald : Anita
- Ivana Kislinger : Pepa
- Renzo Cesana  (V.F : Gerard Ferat) : Bayeu
- Carlo Giustini : José
- Carmen Mora : la première ballerine
- Patrick Crean : Enrique
- Tonio Selwart  (V.F : Jacques Berthier) : Aranda
- Erminio Spalla (V.F : Fernand Rauzena) :Rojas,l'aubergiste
- Peter Meersman (V.F : René Arrieu) :Docteur Peral
- Renata Mauro

## Autour du film
- Sur les tableaux La Maja vêtue et La Maja nue on a d'abord pensé qu'il pouvait s'agir de la duchesse d'Albe, mais pour de nombreux historiens il s'agirait de Pepita Tudó.
- Ava Gardner[2] : « La Maja nue, meilleur titre que bon film, n'a pas été ma contribution la plus mémorable à l’art du cinéma. Il s’agit d’une biographie assez insipide du grand peintre espagnol Francisco Goya. Je jouais la duchesse d'Albe, le modèle favori de Goya, et Tony Franciosa, homme charmant mais disciple de Stanislavski jusqu’au bout des ongles, interprétait le peintre. Les lumières étaient prêtes, l’équipe était en place, devant la caméra, attendant que Tony démarre, et lui, il était retourné et prenait des mines comme s’il était à l’article de la mort ou prêt à vomir, avant de se lancer. Ce genre de méthode, je vous jure que je m’en passe avec plaisir.
Mis à part Tony, La Maja nue reste inscrite dans ma mémoire pour deux raisons. L’une est que j’y travaillais pour la première fois avec le plus grand cameraman que je connaisse, Giuseppe Rotunno[3], dont les couleurs superbes illuminent le film de bout en bout. La seconde, plus importante encore, c’est que La Maja nue était le dernier film que je devais à la MGM[4]. À la fin du tournage, je serais enfin libre, libre de choisir moi-même mes projets[5], libre de demander le genre de cachet que j’estimais correspondre à ma valeur. Ce n’était pas trop tôt. »